# کوه رداوت
کوه رداوت (به انگلیسی: Redoubt Peak) یک کوه در کانادا است که در آلبرتا واقع شده‌است. کوه رداوت ۳٬۱۱۵ متر بالاتر از سطح دریا واقع شده‌است.